# Better (canção de Twice)
"Better" é uma música gravada pelo girl group sul-coreano TWICE. É o sétimo single japonês do grupo, apresentando "Scorpion" como B-Side. Foi pré-lançado para download digital e transmitido em 11 de novembro de 2020 pela Warner Music Japan. O single foi lançado fisicamente em 18 de novembro de 2020, no Japão.

## Histórico e lançamento
O Twice lançou seu terceiro álbum de compilação japonês, #Twice3 em setembro de 2020, que alcançou o primeiro lugar no Oricon Albums Chart e estabeleceu o recorde para o maior número de vendas de uma artista estrangeira no Japão. Em 23 de setembro de 2020, o grupo anunciou o lançamento de seu sétimo single japonês intitulado "Better", junto com várias imagens teaser da nova faixa. É o primeiro single japonês do grupo desde "Fanfare" (2020). A música foi composta por Eunsol e Lauren Kaori, com letras escritas por esta última e Mio Jorakuji. Zara Larsson, Brayton Bowman, Chiyo Hiraoka e Sophia Pae forneceram os vocais de apoio para a faixa. Foi masterizado por Kwon Namwoo, enquanto a mixagem foi feita por Lee Taesub.
"Better" foi lançado para download e streaming digital em vários países em 11 de novembro de 2020, pela Warner Music Japan. O single inclui a faixa B-Side "Scorpion" e instrumentais de "Better" e "Scorpion". O videoclipe que acompanha foi lançado simultaneamente com o lançamento do single. A canção foi disponibilizada como um CD single no Japão em 18 de novembro de 2020, em quatro versões: Regular Edition, First Press Limited Edition A e First Press Limited Edition B, e Fan Club Edition (Once Japan Limited Edition). A Regular Edition contém o CD com um cartão comercial. The First Press Limited Edition A contém o single do CD, um livro com as letras dos membros, um cartão colecionável e um DVD contendo a produção do videoclipe de "Better" e as fotos da capa do álbum. The First Press Limited Edition B contém o CD, um cartão comercial, um design de capa e uma folha de adesivo de foto original. A versão Once Japan contém o CD, duas cartas colecionáveis e um pôster 3X3.

## Promoção
Twice tocou "Better" pela primeira vez na Music Station da TV Asahi em 13 de novembro de 2020. O grupo apresentou a música em uma vitrine especial, no dia 18 de novembro, em comemoração ao lançamento do single, que foi transmitido ao vivo pelo YouTube. Um vídeo de prática de dança também foi lançado no mesmo dia, apresentando o grupo praticando sua coreografia.

## Desempenho comercial
O single estreou em segundo lugar no ranking diário da Oricon Singles Chart, com 54.152 unidades vendidas no dia de seu lançamento. Ele também ficou em segundo lugar no Oricon Singles Chart, com 83.764 cópias vendidas. Ele também estreou na posição #3 na parada Billboard Japan Hot 100, registrando 93.548 unidades de vendas de 16 a 22 de novembro de 2020.

## Lista de músicas

#### Digital download EP[7]
| N.º            | Título                    | Letras                    | Música                                              | Duração |  |
| 1.             | "Better"                  | Lauren Kaori Mio Jorakuji | Eunsol Lauren Kaori                                 | 3:44    |  |
| 2.             | "Scorpion"                | Kiee                      | Julia Ross Krysta Youngs Woo Min Lee (collapsedone) | 3:29    |  |
| 3.             | "Better (Instrumental)"   | Lauren Kaori Mio Jorakuji | Eunsol Lauren Kaori                                 | 3:44    |  |
| 4.             | "Scorpion (Instrumental)" | Kiee                      | Julia Ross Krysta Youngs Woo Min Lee (collapsedone) | 3:29    |  |
| Duração total: | Duração total:            | Duração total:            | Duração total:                                      | 14:22   |  |

#### First press limited edition A DVD
| N.º | Título                                  | Duração |  |
| 1.  | "Better (Music video making movie)"     |         |  |
| 2.  | "Better (Jacket Shooting making movie)" |         |  |

## Créditos e pessoal
Créditos adaptados de Tidal.
- Twice – vocais principais
- Lauren Kaori – compositora, letrista
- Eunsol – compositor
- Mio Korakuji – letrista
- Brayton Bowman – vocais de apoio
- Chiyo Hiraoka – vocais de apoio
- Sophia Pae – vocais de apoio
- Zara Larsson – vocais de apoio
- Choi Hyejin – coordenador de gravação, editor digital
- Eom Sehee – coordenador de gravação, editor digital
- Lee Sang-yeop – coordenador de gravação
- Park Jin-young – diretor vocal
- Lee Hae-sol – diretor vocal, editor digital
- Lee Taesub – mixer
- Kwon Namwoo – coordenador de masterização

## Gráficos
| Gráfico (2020)          | Melhor posição |
| ----------------------- | -------------- |
| Japão ( Japan Hot 100 ) | 3              |
| Japão ( Oricon )        | 2              |

## Certificações
| Região                                                  | Certificação | Unidades/vendas certificadas |
| ------------------------------------------------------- | ------------ | ---------------------------- |
| Japan (RIAJ)                                            | Ouro         | 100,000^                     |
| ^ Números de embarques baseados apenas na certificação. |              |                              |

## Histórico de lançamento
| País   | Data                   | Formato(s)                 | Edição                   | Gravadora          | Ref.   |
| ------ | ---------------------- | -------------------------- | ------------------------ | ------------------ | ------ |
| Vários | 11 de novembro de 2020 | Digital download streaming | Regular Edition          | Warner Music Japan | [ 7 ]  |
| Japão  | 18 de novembro de 2020 | CD single                  | Regular Edition          | Warner Music Japan | [ 28 ] |
| Japão  | 18 de novembro de 2020 | CD + DVD                   | Limited Edition A        | Warner Music Japan | [ 29 ] |
| Japão  | 18 de novembro de 2020 | CD                         | Limited Edition B        | Warner Music Japan | [ 30 ] |
| Japão  | 18 de novembro de 2020 | CD                         | Fan Club Limited Edition | Warner Music Japan | [ 10 ] |